# Русское Тювеево
Русское Тювеево — деревня, центр сельской администрации в Темниковском районе Мордовии.

## География
Расположена в 5 км от районного центра и 76 км от железнодорожной станции Торбеево.

## История
Название-антропоним: от тюркского имени Тювей. Возникло в татарском населённом пункте как русская община, которая во 2-й половине 19 в. стала называться д. Русское Тювеево. В «Списке населённых мест Тамбовской губернии» (1866) Русское Тювеево — сельцо казённое и владельческое из 164 дворов Темниковского уезда. В начале 1930-х гг. был образован колхоз «Путь к коммунизму», с 1950-х гг. — лесхоз. В современном селе — средняя школа, ПТУ № 1, библиотека, Дом культуры, медпункт, магазин, отделение связи.
В 1987 году в состав деревни включена деревня Татарское Тювеево.

## Население
| 2002 | 2010 |
| ---- | ---- |
| 686  | ↘659 |

## Источник
- Энциклопедия Мордовия, И. В. Чумарова.